# Acanthephyra sanguinea
Acanthephyra sanguinea is een garnalensoort uit de familie van de Acanthephyridae. De wetenschappelijke naam van de soort is voor het eerst geldig gepubliceerd in 1892 door Wood-Mason.